# Automatic Data Processing
Automatic Data Processing, Inc. ist ein amerikanisches Unternehmen aus Roseland im US-Bundesstaat New Jersey.
ADP beschäftigt weltweit rund 58.000 Mitarbeiter. Mit rund 620.000 Kunden ist ADP eines der weltweit größten unabhängigen IT-Service-Unternehmen und gilt als führender Anbieter von HR-Services wie Personalabrechnung, Zeiterfassung und Reisekostenmanagement. Im Geschäftsjahr 2013 erzielte ADP weltweit einen Umsatz von elf Milliarden US-Dollar. Das Unternehmen besteht aus zwei Geschäftsbereichen: ADP Employer Services und ADP Dealer Services. ADP Employer Services stellt mit mehr als 540.000 Kunden den größeren der zwei Geschäftsbereiche dar. Laut Unternehmensangaben erfolgt in Deutschland jede fünfte Personalabrechnung mit Produkten von ADP.
Der deutsche Hauptsitz von ADP befindet sich in Neu-Isenburg in der Nähe von Frankfurt am Main. Das europäische Hauptquartier befindet sich in Paris.

## Geschichte
1949 gründete Henry Taub mit seinem Bruder Joe Taub Automatic Payrolls, Inc. als Lohnbüro in Paterson, New Jersey. Wenig später stieß Frank Lautenberg hinzu, der 1952 den Vorstand des Unternehmens übernahm. Er begleitete das Unternehmen dreißig Jahre, bis er 1982 in den US-Senat gewählt wurde.
1957 begann das Unternehmen, Großrechner und Lochkarten für die Lohnabrechnungen zu verwenden und benannte sich in Automatic Data Processing, Inc. um. 1961 ging das Unternehmen mit 300 Kunden, 125 Mitarbeitern und einem Umsatz von rund 400.000 US-Dollar an die Börse. 1965 eröffnete ADP eine Niederlassung im Vereinigten Königreich und erwarb 1974 das Unternehmen Time Sharing Limited (TSL), seinerzeit ein Pionier im Bereich digitaler Rechenprozesse.
1985 überschritt der jährliche Umsatz von ADP erstmals die 1-Milliarde-US-Dollar-Grenze. Zu dieser Zeit war das Unternehmen bereits für zehn Prozent der Gehaltsabrechnungen in den USA verantwortlich. In den 1990er Jahren konzentrierte sich ADP verstärkt darauf, seinen Kunden Business Process Outsourcing anzubieten. Zudem expandierte ADP weiter im europäischen Markt und akquirierte zahlreiche Unternehmen im Vereinigten Königreich, Deutschland, Frankreich und anderen Ländern.
2007 wurde die ADP Brokerage Service Group in Broadridge Financial Solutions, Inc. ausgegliedert.

### Übernahmen
- 2006: Kerridge Computer Co. Ltd, Anbieter von Dealer Management Systems (DMS) für Autohändler, vor allem im Vereinigten Königreich
- Januar 2017:  The Marcus Buckingham Company (TMBC)
- Oktober 2017: Global Cash Card, Anbieter für digitale Zahlungen
- Januar 2018: ADP WorkMarket, in New York City ansässiges Software-Plattform-Unternehmen, das Unternehmen bei der Verwaltung von Freiberuflern, Auftragnehmern und Beratern unterstützt

## Auszeichnungen
Im Jahr 2020 belegte ADP Platz 227 auf der Fortune-500-Liste der größten US-Unternehmen nach Umsatz. ADP steht außerdem seit 14 Jahren in Folge auf der "World's Most Admired Companies"-Liste des Fortune Magazine und wird von Diversity Inc. seit 11 Jahren in Folge als eines der besten Unternehmen für Vielfalt und Inklusion in den USA ausgezeichnet.